# فخرالسادات برقعی
فخرالسادات برقعی دبیر دبیرستان در قم بود که در روز ۱۶ اسفند ۱۳۷۴ در محله سالاریه قم در سن ۳۱ سالگی به طرز فجیعی به قتل رسید. وی در قبرستان شیخان قم به خاک سپرده شد. او از قربانیان قتل‌های زنجیره‌ای است.
شوهر وی پسرعمو و برادرزن مصطفی پورمحمدی معاون علی فلاحیان وزیر اطلاعات هاشمی رفسنجانی بود.
پرونده قتل فخرالسادات برقعی علی‌رغم پیگیری‌های مکرر خانواده وی سرانجامی نیافت و حتی بستگان مقتول توسط عواملی ناشناس تهدید شده بودند تا از پیگیری پرونده جنایت منصرف شوند. پدر مقتول که از اولین افرادی است که به صحنهٔ جنایت رسیده بود در گفتگو با عمادالدین باقی مشاهداتش را از وضعیت جنازه فخرالسادات برقعی اینگونه شرح داده‌است:
گفتید که با سیم، گلوی مرحومه را قطع کرده بودند؟
ـ خط سیم زیر گلوی او دیده می‌شد.
خودتان دیدید یا به شما گفتند؟
ـ خودم دیدم. اصلاً بچه‌های من همه در زمان کالبدشکافی بالای سر دخترم بودند.
ضربات چاقو یا چیزهای دیگر بر روی جسد دیده می‌شد؟
ـ چاقو نبود فقط اینها…
ـ در اثر فشار، استخوان گردن شکسته شده بود.
ـ قصد داشتند خانه را منفجر کنند. یک تار موی سرش عیب نکرده بود.
غیر از گاز که شیر آن را باز کرده بودند، موادی روی مرحومه ریخته شده بود که با آن مواد سوخته بود ؟
ـ بخار، عرض کردم مثل بخار.
خفه کننده بود؟
ـ عرض کردم مثل آب آهک که وقتی جایی بریزد. مثل آتش. در حالتی بود که می‌خواسته منفجر شود. خدا خواست بچه مرحومه که قرار بود ساعت سه و نیم برسد، ساعت یک و نیم بیاید. مواداسیدمانند عجیبی که روی جنازه ایشان ریخته بودند، مثل نبات سوخته روی او مانده [و جسد را به تخت چسبانده] بود. موی سر، بدن و هیچ‌کجا عیب نکرده بود. همان کف پا ترکیده بود؛ و دست [....]
به گفتهٔ عمادالدین باقی، در یک پرونده دیگر، در سال ۱۳۷۵ زنی با ۷۳ ضربه کارد در قم به قتل می‌رسد. نخست شوهر وی متهم و زندانی می‌گردد اما پس از آن تبرئه می‌شود. گویا مردی از بزهکاران قم که در سال ۱۳۷۶ اعدام می‌شود و این فرد احتمال اجرای حکم اعدام را برای خود مردود می‌دانسته و می‌گفته افرادی را دارد که او را از زندان خلاص می‌کنند؛ مقتول تصادفاً از روابط آن فرد خلافکار با برخی از افراد قدرتمند مطلع شده بود.